# Favila Asturijski
Favila, Fafila ili Favilak (umro 739.) je bio drugi kralj Asturije. Bio je jedini sin i nasljednik Pelaya, prvog asturijskog vladara. 737. podigao je crkvu Santa Cruz u gradu Cangas de Onís, i osim toga ništa o njegovoj vladavini nije poznato.
Prema predaji ubio ga je medvjed za vrijeme lova. Naslijedio ga je Alfons I.